# Bulbophyllum minutibulbum
Bulbophyllum minutibulbum là một loài phong lan thuộc chi Bulbophyllum.